# Москурня
Москурня (пол. Moskurnia) — село в Польщі, у гміні Козьмінек Каліського повіту Великопольського воєводства.
Населення — 199 осіб (2011).
У 1975-1998 роках село належало до Каліського воєводства.

## Демографія
Демографічна структура станом на 31 березня 2011 року:
|          | Загалом | Допрацездатний вік | Працездатний вік | Постпрацездатний вік |
| -------- | ------- | ------------------ | ---------------- | -------------------- |
| Чоловіки | 96      | 27                 | 50               | 19                   |
| Жінки    | 103     | 29                 | 49               | 25                   |
| Разом    | 199     | 56                 | 99               | 44                   |